# ولاية نيجر
ولاية نيجر هي إحدى الولايات الست وثلاثين المكونة لنيجيريا. وبها سدان لتوليد الطاقة الكهربائية على نهر النيجر. الإنجليزية هي اللغة الرسمية.

## أعلام
- مصطفى بيلو
- نامدي أزيكيوي